# Taormina
Taormina (Taommina in siciliano) è un comune italiano di 10 440 abitanti della città metropolitana di Messina in Sicilia.
È uno dei centri turistici internazionali di maggiore rilievo della regione, conosciuto per il suo paesaggio naturale, le bellezze marine e i monumenti storici. La città è stata un'importante meta del Grand Tour.

## Geografia fisica
È situata su una collina a 206 m. di altezza sul livello del mare, sospesa tra rocce e mare su un terrazzo del monte Tauro, sulle pendici meridionali dei monti Peloritani della riviera ionica con l'Etna sullo sfondo.
Il clima è tipicamente mediterraneo, senza eccessi di caldo estivo o di freddo invernale. L'estate è lunga e soleggiata, ma secca, ventilata e mai afosa. L'inverno è breve e mite ed è la stagione più piovosa. La neve è rara, ma nel corso degli anni si è vista durante forti ondate di freddo. Degna di nota la grande nevicata del 6-7 gennaio 2017, la più intensa da oltre 50 anni.
In base alla media trentennale di riferimento 1961-1990, la temperatura media del mese più freddo, gennaio, si attesta a +11,0 °C; quella del mese più caldo, agosto, è di +26,6 °C.
| Taormina           | Mesi | Mesi | Mesi | Mesi | Mesi | Mesi | Mesi | Mesi | Mesi | Mesi | Mesi | Mesi | Stagioni | Stagioni | Stagioni | Stagioni | Anno |
| Taormina           | Gen  | Feb  | Mar  | Apr  | Mag  | Giu  | Lug  | Ago  | Set  | Ott  | Nov  | Dic  | Inv      | Pri      | Est      | Aut      | Anno |
| ------------------ | ---- | ---- | ---- | ---- | ---- | ---- | ---- | ---- | ---- | ---- | ---- | ---- | -------- | -------- | -------- | -------- | ---- |
| T. max. media (°C) | 14,2 | 15,0 | 16,5 | 19,0 | 23,4 | 28,0 | 30,9 | 31,2 | 27,8 | 23,1 | 19,2 | 15,9 | 15,0     | 19,6     | 30,0     | 23,4     | 22,0 |
| T. min. media (°C) | 7,9  | 7,9  | 9,0  | 11,1 | 14,5 | 18,7 | 21,5 | 21,9 | 19,7 | 16,0 | 12,8 | 9,7  | 8,5      | 11,5     | 20,7     | 16,2     | 14,2 |

## Storia
Sono molte le notizie sull'origine di Taormina (Tauromenion, Tauromenium, dal toponimo in greco antico Ταυρομένιον), ma non sono ben documentate né attendibili. L'ipotesi più accettata è quella che collega il nome alla posizione collinare della città.

### Epoca sicula e greco-siceliota
Diodoro Siculo, nel 14º libro della sua Bibliotheca historica, attesta che i Siculi abitavano la rocca di Taormina e vivevano di agricoltura e di allevamento di bestiame già prima dello sbarco dei Greci calcidesi nella baia (735 a.C.), dove alle foci del fiume Alcantara fondarono Naxos (odierna Giardini Naxos), la prima colonia greca in Sicilia.
Il tiranno di Siracusa Dionisio I, alleato di Sparta nella guerra contro l'imperialismo di Atene ed erede della politica pansiceliota di Ermocrate al congresso di Gela, dopo aver unificato sotto la propria corona le città siceliote, tollerò poco la presenza a Naxos degli Ioni di Calcide Eubea, alleati di Atene, e mosse contro di essi, distruggendo la città.
I naxioti superstiti occuparono un territorio sul Monte Tauro, dove vivevano i Siculi insieme ad altri ioni che vi si erano trasferiti da Naxos. Detti fatti si verificarono negli anni della XCVI Olimpiade (396 a.C.), quando il condottiero cartaginese Imilcone II fece guerra ai Sicelioti e distrusse Messana. Minacciati da Dionisio, i naxioti si trasferirono in massa a Tauromenion, colle naturalmente fortificato. A Dionisio, che voleva riprendersi con forza il territorio dei Tauromeniti, risposero che apparteneva loro di diritto, perché i loro antenati greci ne avevano preso possesso prima di loro, scacciando gli abitanti locali.
Lo storico Vito Amico (1697-1762) afferma che questa versione sulle origini di Taormina fornita da Diodoro è contraddetta nel 16º libro, quando sostiene che Andromaco radunò i sopravvissuti all'eccidio di Naxos del 403 a.C. e li convinse ad insediarsi nel 358 a.C. sulle pendici del vicino colle "dalla forma di toro". Il nascente centro abitato prese il nome di Tauromenion, toponimo composto da Toro e dalla forma greca menein, che significa 'rimanere'.
Mentre le notizie fornite da Cluverio concordano con la seconda versione di Diodoro, Strabone narra che Taormina ebbe origine dagli Zanclei (messinesi) e dai Nassi. Ciò chiarirebbe in qualche modo l'affermazione di Plinio, il quale sostiene che Taormina in origine si chiamava Naxos.

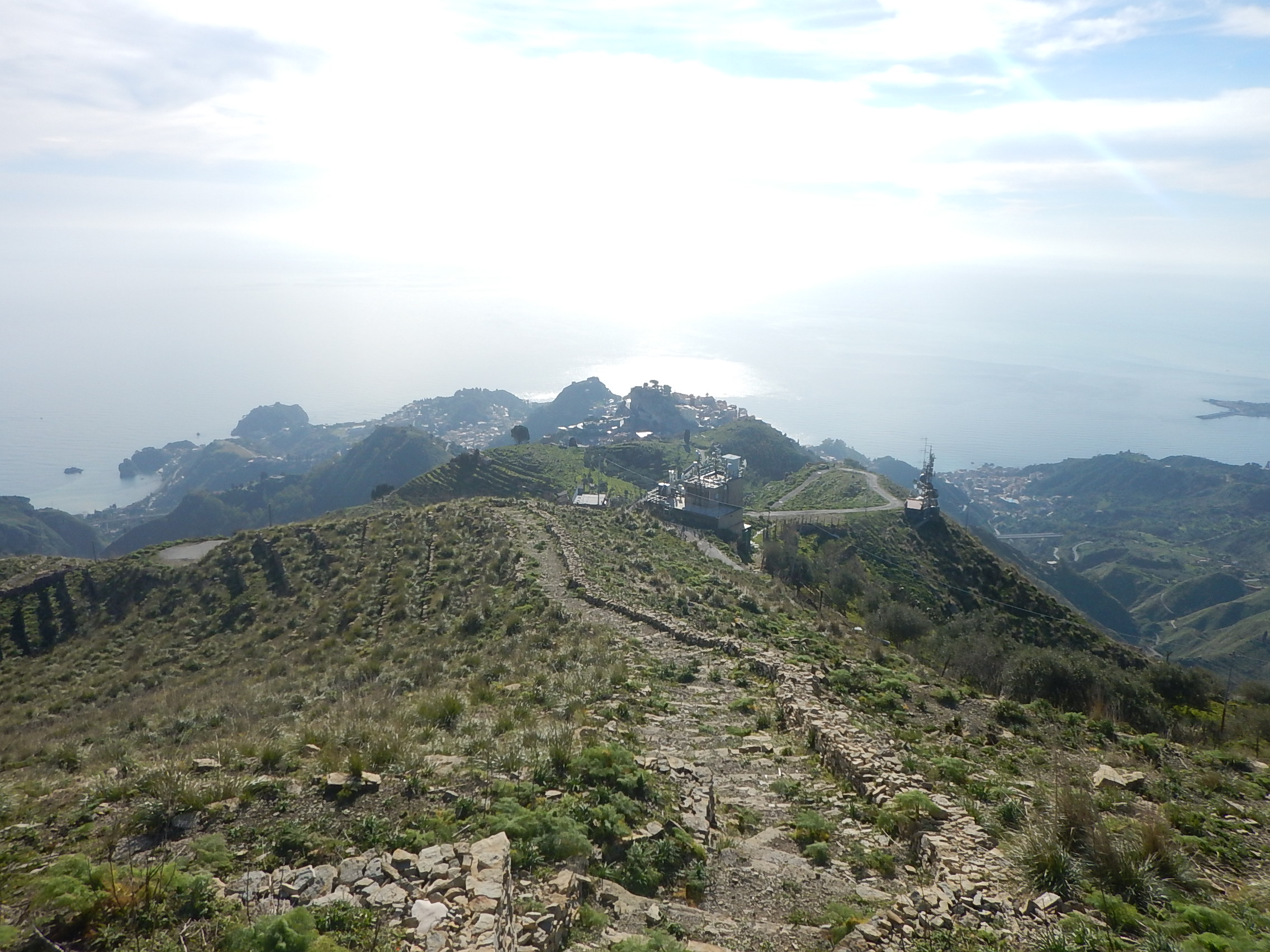
Taormina vista da Monte Venere, Peloritani

Secondo la testimonianza di Diodoro, Taormina, governata saggiamente da Andromaco, progredì e risplende in opulenza e in potenza. Nel 345 a.C., sbarcò da Corinto Timoleone e raggiunse Tauromenion per chiedere l'appoggio militare della città contro la tirannide di Dionisio II che da Siracusa si estendeva su tutta la Sicilia ad est del fiume Salso.

#### Dominio dei tiranni di Siracusa
Taormina fu poi inclusa nel regno ellenistico di Agatocle, che, appena conquistato il potere, ordinò l'eccidio di molti uomini illustri della città a lui avversi e mandò in esilio Timeo, figlio di Andromaco. Il regno siceliota fondato da Agatocle continuò ad esistere durante la Prima e la Seconda guerre puniche sotto i suoi successori Iceta, Pirro, Gerone II, Gelone II e Geronimo, e Taormina vi soggiacque senza interruzioni fino alla conquista romana della Sicilia nel 212 a.C.

### Epoca romana

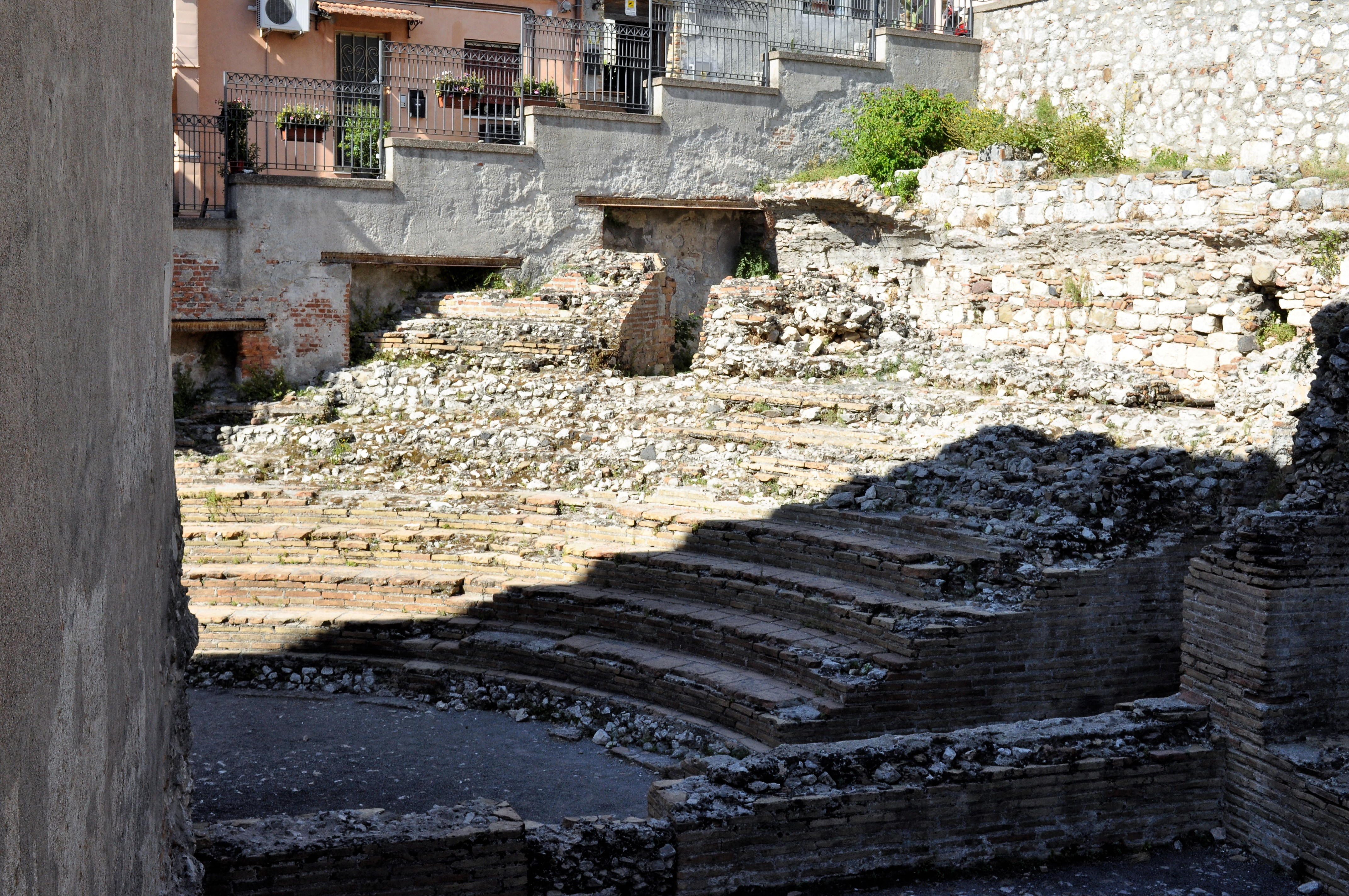
L'Odeon romano

Nel 212 a.C Roma dichiara tutta la Sicilia provincia romana. I suoi abitanti vengono considerati alleati dei Romani, e nella seconda orazione contro Verre Cicerone accenna che la città è una delle tre "Civitates foederatae", che nomina "Civis Notabilis". Di conseguenza i suoi abitanti non sono tenuti a pagare decime o armare navi e marinai in caso di necessità.
Nel corso della prima guerra servile (134 – 132 a.C.) Tauromenium viene occupata dagli schiavi insorti, che la scelgono come caposaldo sicuro. Stretti d'assedio da Pompilio, resistono a lungo sopportando anche la fame. Cedono solo quando uno dei loro capi, Serapione, tradendo i compagni, lascia prendere la roccaforte.
Nel 36 a.C., nel corso della guerra fra Sesto Pompeo ed Ottaviano, le truppe di quest'ultimo sbarcano a Naxos per riprendere la città a Sesto Pompeo che l'aveva occupata in precedenza. Per ripopolare Tauromenium dopo i danni della guerra, ma anche per presidiarla, Ottaviano, divenuto Augusto, nel 21 a.C. invia una colonia di Romani a lui fedeli, e nel contempo espelle gli abitanti a lui contrari.
Strabone parla di Tauromenion come di una piccola città, più piccola di Messina e Catania. Plinio e Tolomeo ne ricordano le condizioni di colonia romana.

### Tardo impero e caduta dell'impero

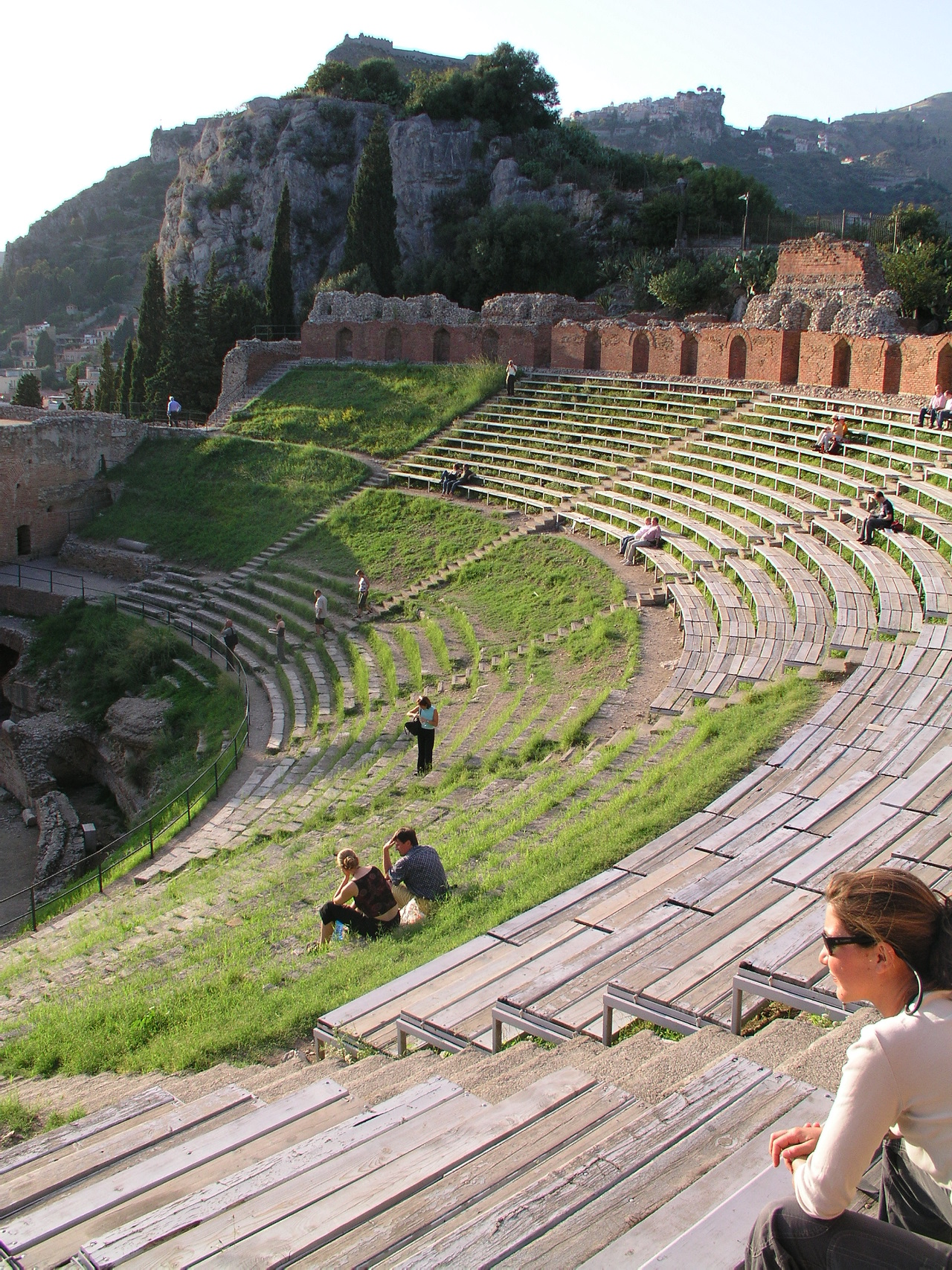
Le tribune del teatro.

Secondo una diffusa leggenda, con l'avvento del Cristianesimo San Pietro destina a Taormina il vescovo Pancrazio, che già prestava la sua opera di conversione nella regione, con questa nomina determinando di fatto la sede del primo vescovado in Sicilia. Pancrazio avrebbe costruito la prima chiesetta sulle pendici orientali della città dedicata ai santi Pietro e Paolo apostoli; ma l'effettiva esistenza di questo personaggio non risulta da alcun documento storico: le prime menzioni risalgono a dopo la fine del dominio islamico.
Vescovi "prestantissimi per santità di costumi, zelo e dottrina", scrive Vito Amico, si succedono fino all'età araba. Poche sono le notizie in questo lasso di tempo, che annovera la caduta dell'Impero romano d'Occidente nel 476, l'invasione dei Goti, la presenza dei Bizantini, la conquista arabo-islamica.
Certo è che Taormina occupa una posizione strategica importante per la tenuta militare del territorio circostante: per 62 anni è l'ultimo lembo di terra dell'Impero romano d'Oriente in Sicilia insieme a Rometta e più volte resiste agli assalti dei saraceni, fino al 902.

### Assedio del 902 e dominio musulmano
Il 1º agosto 902, dopo un assedio, Taormina viene espugnata dagli Arabi. Con la tipica esagerazione di tutte le cronache medievali, si narra che i suoi abitanti maschi sarebbero stati tutti decapitati, e tra loro il vescovo san Procopio, la cui testa sarebbe stata portata su un piatto d'argento al capo delle truppe saracene, l'aghlabide Ibrāhīm II. Di sicuro la strage fu grande, contò molte donne e bambini e fu aggravata dall'indole crudele e dall'instabilità caratteriale di Ibrāhīm II.
Nonostante ormai tutta la Sicilia fosse unificata nel potente Emirato di Sicilia, nel 911, però, la componente cristiana riprese il controllo della città, approfittando del traumatico passaggio del potere avvenuto nell'anno precedente tra la dinastia sunnita aghlabide e quella ismailita sciita dei Fatimidi.
L'emiro siciliano Aḥmad b. al-Qurhub, rimasto fedele alla deposta dinastia aghlabide di Qayrawān, organizzò una spedizione per riprendere il controllo di Taormina, inviando nel 913 suo figlio Alī ad assediare la città che, tuttavia, resisté strenuamente, tanto da indurre l'assediante a rinunciare all'impresa.
Nel 919 il nuovo emiro di Palermo Sālim ibn Rashīd, fedele ai Fatimidi, concedeva una tregua a Taormina e ad altre fortezze del Val Demone.
La tregua finì quando nel 962 l'emiro di Sicilia Hasan I pose di nuovo Taormina sotto un assedio durato sette mesi e finito con la resa nel 963; le ragazze più belle furono portate all'imam fatimide al-Muʿizz, mentre le altre furono rese schiave. Molti degli abitanti superstiti fuggirono per ripararsi tra le montagne circostanti.

### Assedio del 1078 e nascita del Regno di Sicilia

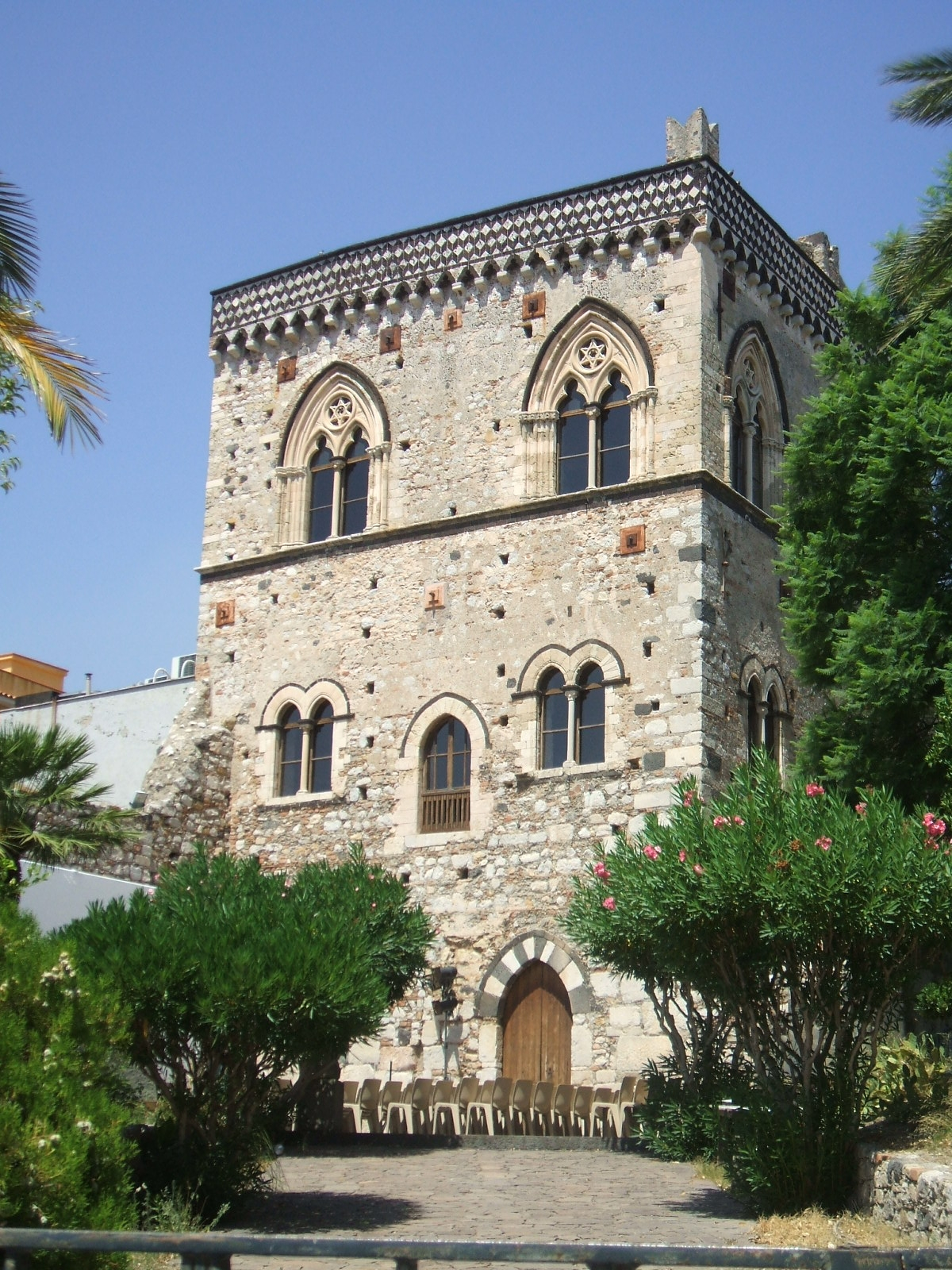
Palazzo Duchi di Santo Stefano (del XIII e XIV secolo)

Della città si impossessò il Gran Conte Ruggero, il quale, espugnato Castronovo, volse alla conquista del Val Demone, cingendo d'assedio la città attraverso la costruzione di ben ventidue fortezze; nondimeno, i difensori arabo-siculi dell'Emirato siciliano, ormai sgretolato, resistettero per molto tempo prima di capitolare nel 1078.
Nel 1130 la città entrò definitivamente a far parte del Regno di Sicilia fondato dal re Ruggero II.
Dal 1272 a fare il governatore di Taormina fu Giovanni Natoli Barone di Sparta.
Quando la sede vescovile venne trasferita nella città, Taormina divenne città demaniale, compresa prima nella diocesi di Troina e poi in quella di Messina.
Taormina seguì le vicende del Regno di Sicilia, sotto la dinastia degli Svevi e poi sotto la quella della famiglia Aragona a partire dai Vespri siciliani del 1282. Nel 1410 il Parlamento Siciliano, uno dei più antichi d'Europa, tenne a Taormina la sua storica seduta al palazzo Corvaja, alla presenza della regina Bianca di Navarra, per l'elezione del re di Sicilia dopo la morte di Martino I detto il giovane. Nel secolo XVI Filippo IV di Spagna (Filippo III di Sicilia) concesse alla città il privilegio di appartenere stabilmente alla Corona.

### Assedio del 1675 e dominio francese
Nel 1675, in occasione della rivolta antispagnola di Messina, Taormina rimase fedele alla Corona di Spagna e al Regno di Sicilia. Per tale motivo venne assediata dai francesi, alleati di Messina, che la espugnarono nel settembre del 1676. I francesi Orleans non la ritenevano una città importante, tanto che per un certo periodo fu posta sotto la giurisdizione militare della vicina Savoca che poco prima si era arresa ai francesi, concludendo con questi una vantaggiosa capitolazione. Nel 1678, sconfitti i francesi, Taormina ritornò sotto l'egida dell'Impero spagnolo, all'interno del quale il Regno di Sicilia era ricompreso sotto la guida di un viceré, con gli antichi privilegi.

### Dalla fine del XVIII secolo ai giorni nostri
Nonostante l'occupazione del Regno di Napoli dalle truppe napoleoniche nel 1799, il Regno di Sicilia non fu mai invaso: si mantenne indipendente e uscì vincitore dalle guerre napoleoniche. Per questo motivo il re di Sicilia Ferdinando III volle ringraziare Taormina per la sua antica fedeltà ai Borbone e, durante una visita ufficiale, in segno di riconoscimento donò al sindaco dell'epoca Pancrazio Ciprioti l'Isola Bella.
I Borbone resero più facile l'accesso alla città, che sin dai tempi dei romani avveniva dall'angusta consolare Valeria che si inerpicava fra le colline, tagliando il promontorio del Catrabico e realizzando così una strada litoranea che congiungeva facilmente Messina a Catania.
Molte nazioni europee e famosi scrittori ed artisti (Goethe, Maupassant, Houel ed altri) manifestarono interesse verso l'ameno luogo e le sue bellezze archeologiche. Da allora Taormina si sviluppò e divenne meta del turismo elitario, inizialmente proveniente soprattutto dall'Inghilterra: vi risiedevano Florence Trevelyan (1852-1907), figlia di Edward Spencer Trevelyan (1805-1854), e Catherine Ann Forster (1815-1877). Dopo un lunghissimo viaggio, rientrata per un periodo in patria, Trevelyan decise di ritornare a vivere a Taormina che trasformò radicalmente insieme al suo circondario. Sposò poi Salvatore Cacciola, professore di chirurgia all'università di Bologna, Gran Maestro massone ed illuminato teosofista, che fece sindaco di Taormina per oltre un ventennio tra alterne vicende.

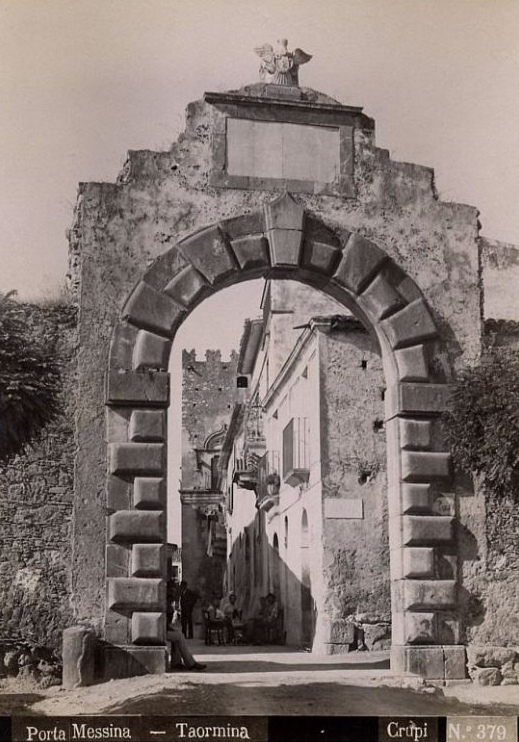
Porta Messina (1900)

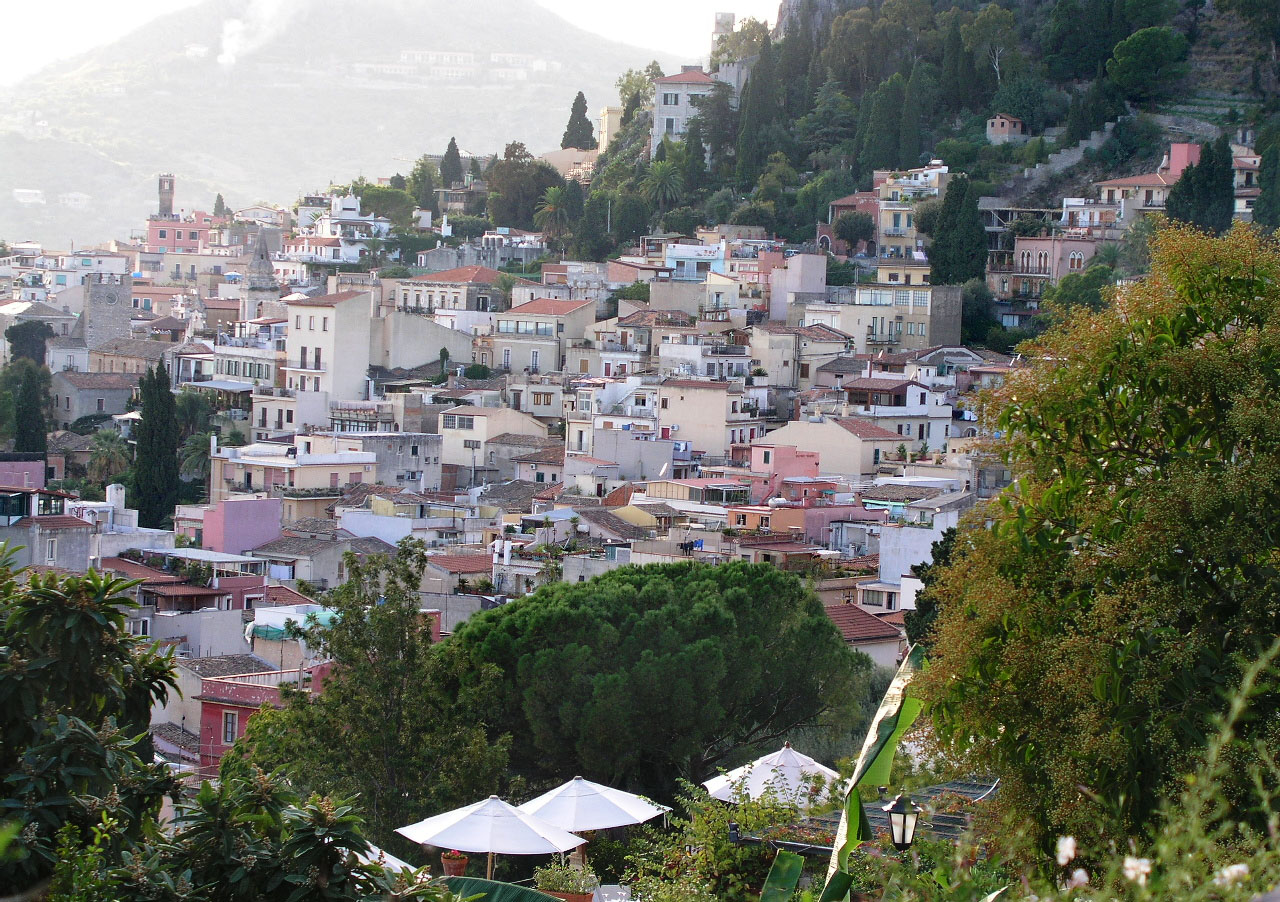
Panorama di Taormina dal teatro

Trevelyan dapprima aiutò gratuitamente i La Floresta ad ampliare il primo albergo di Taormina, l'hotel Timeo, in seguito acquistò lo scoglio di S. Stefano, trasformandolo in un paradiso terrestre soprannominato poi Isola Bella durante una discussione tra lei ed il barone tedesco e fotografo omosessuale Wilhelm von Gloeden. Comprò 87 lotti di terreno per realizzare tra il 1897 ed il 1898 un parco che battezzò “Hallington siculo” in onore di Hallington Hall, il piccolo villaggio nel Lincolnshire dove aveva vissuto. Dopo la sua morte, affinché il parco rimanesse ai taorminesi e non agli inglesi, fu fatto espropriare da Cesare Acrosso, unico nipote maschio di Cacciola, d'accordo con Giovanni Colonna duca di Cesarò, al quale venne intestato con Regio Decreto Legge 528 del 18 febbraio 1923.
Dall'Inghilterra arrivò il re Edoardo VII (nel 1906 e nel 1908), dalla Germania personaggi come Johann Wolfgang von Goethe, che citò Taormina nel suo Viaggio in Italia (Italienische Reise), Wilhelm von Gloeden, il pittore Otto Geleng, nel 1882 Friedrich Nietzsche che qui scrisse Così parlò Zarathustra, Richard Strauss, Richard Wagner, il kaiser Guglielmo II di Germania col cugino lo zar Nicola II. Dalla Russia lo zar Nicola I, la zarina Aleksandra Fëdorovna Romànova con gli amici, il granduca Paolo di Russia, il principe Feliks Jusùpov con la principessa Irina, l'arciduca Mihail Pàvlovic, fratello dello zar Nicola II. Inoltre, Ignazio Florio e Franca Florio, "la stella d'Italia" come la chiamava il kaiser ed amica della Trevelyan, Gabriele D'Annunzio, Gustav Klimt, Sigmund Freud, Edmondo De Amicis, banchieri, magnati, aristocratici di tutto il mondo.
Ben presto Taormina divenne famosa nel mondo, sia per le sue bellezze paesaggistiche, panorami, colori, per i quadri dell'Etna innevato e fumante che declina sino al mare turchese, sia per la sua permissività e "trasgressione", per i suoi "dotti cenacoli", per il "mito d'Arcadia", per la sua sfrenata "dolce vita".
Lo scrittore catanese Massimo Simili, nella sua opera umoristica I pazzi a Taormina (Rizzoli, 1948), descrive un periodo in cui non passava giorno che a Taormina non accadesse qualcosa di "folle" grazie ai suoi estrosi e famosi frequentatori. Ciò che era permesso a Taormina creava scandalo persino nella "internazionale" Capri dove, per esempio, l'armiere tedesco Krupp aveva cercato, senza riuscirvi, di ricreare i "cenacoli taorminesi" in cui efebi locali ed ancelle erano al centro delle "scene". Krupp a Capri fu travolto dallo scandalo e pochi giorni dopo si tolse la vita per la vergogna a Brema.
Sorsero molti alberghi, tutti gestiti da famiglie taorminesi. Il paese di pescatori e contadini e di benestanti borghesi si trasformò in una cittadina di commercianti, albergatori, costruttori. Durante la seconda guerra mondiale fu sede del comando tedesco della Wehrmacht, per cui il 9 luglio 1943, giorno del patrono san Pancrazio vescovo, Taormina subì due devastanti bombardamenti degli aerei alleati che distrussero parte della zona sud e un'ala del famoso albergo San Domenico, in cui era in corso una riunione dell'alto comando tedesco.

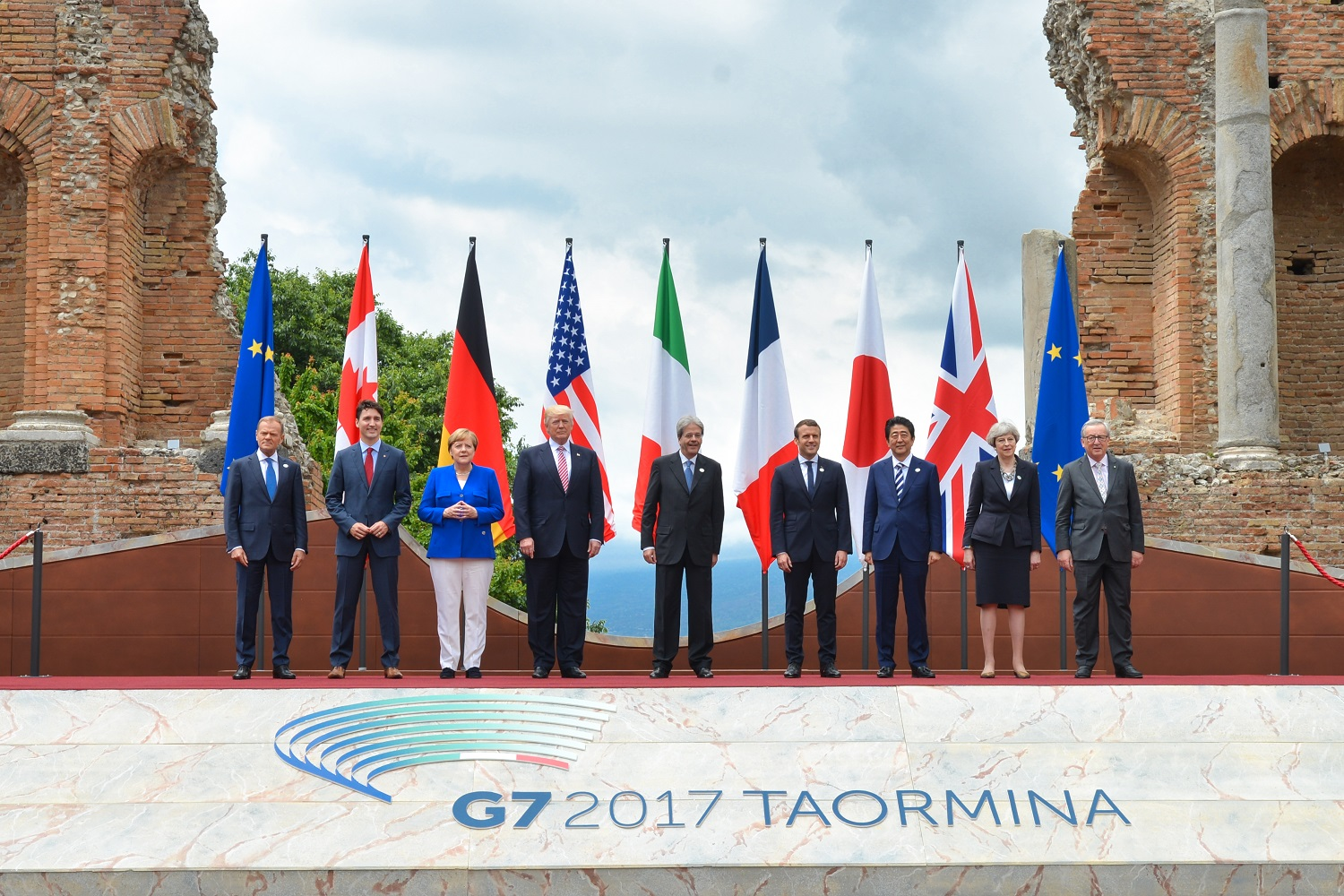
Foto di gruppo dei leader del G7 al Teatro Antico

Il 26 e 27 maggio 2017 la città ha ospitato il vertice internazionale del G7.

### Città turistica internazionale
Essendo una città turistica internazionale, molte spie inglesi durante il fascismo si erano ben camuffate e uscirono allo scoperto appena entrarono le truppe alleate. Nel dopoguerra Taormina si ingrandì senza alterare le proprie bellezze naturali e sino al 1968 rimase una città di villeggiatura prettamente invernale per un turismo ricco ed individuale, tant'è che i migliori alberghi aprivano ad ottobre e chiudevano a giugno. Era frequentata da scrittori di fama come Roger Peyrefitte, Truman Capote, André Gide, D.H. Lawrence, Salvatore Quasimodo, Tennessee Williams, la russa Anna Achmàtova, dai nobili come Giuliana d'Olanda, dai reali di Svezia e di Danimarca, dal Presidente della Finlandia Urho Kekkonen, da personaggi illustri e famosi come Soraya, Ava Gardner, Romy Schneider, Liz Taylor, Richard Burton, Dino Grandi, Willy Brandt, Greta Garbo, che svernavano per mesi negli alberghi taorminesi trascorrendo le giornate, ma soprattutto le notti, nei tipici locali notturni dell'epoca e continuando così quella dolce vita iniziata con la Belle Époque.
Taormina ha ispirato la denominazione di 'Toormina', un sobborgo della città australiana di Coffs Harbour.

### Simboli
Lo stemma di Taormina è stato riconosciuto con decreto del capo del governo dell'11 maggio 1928.
Una delle più antiche testimonianze dello stemma cittadino si trova scolpito nel Duomo e raffigura una figura femminile con corpo di toro a quattro zampe che tiene in mano i simboli dell'egemonia del territorio (il castello di Mola e il castello Regio).
Il gonfalone è un drappo di giallo.

## Monumenti e luoghi d'interesse

### Architetture religiose

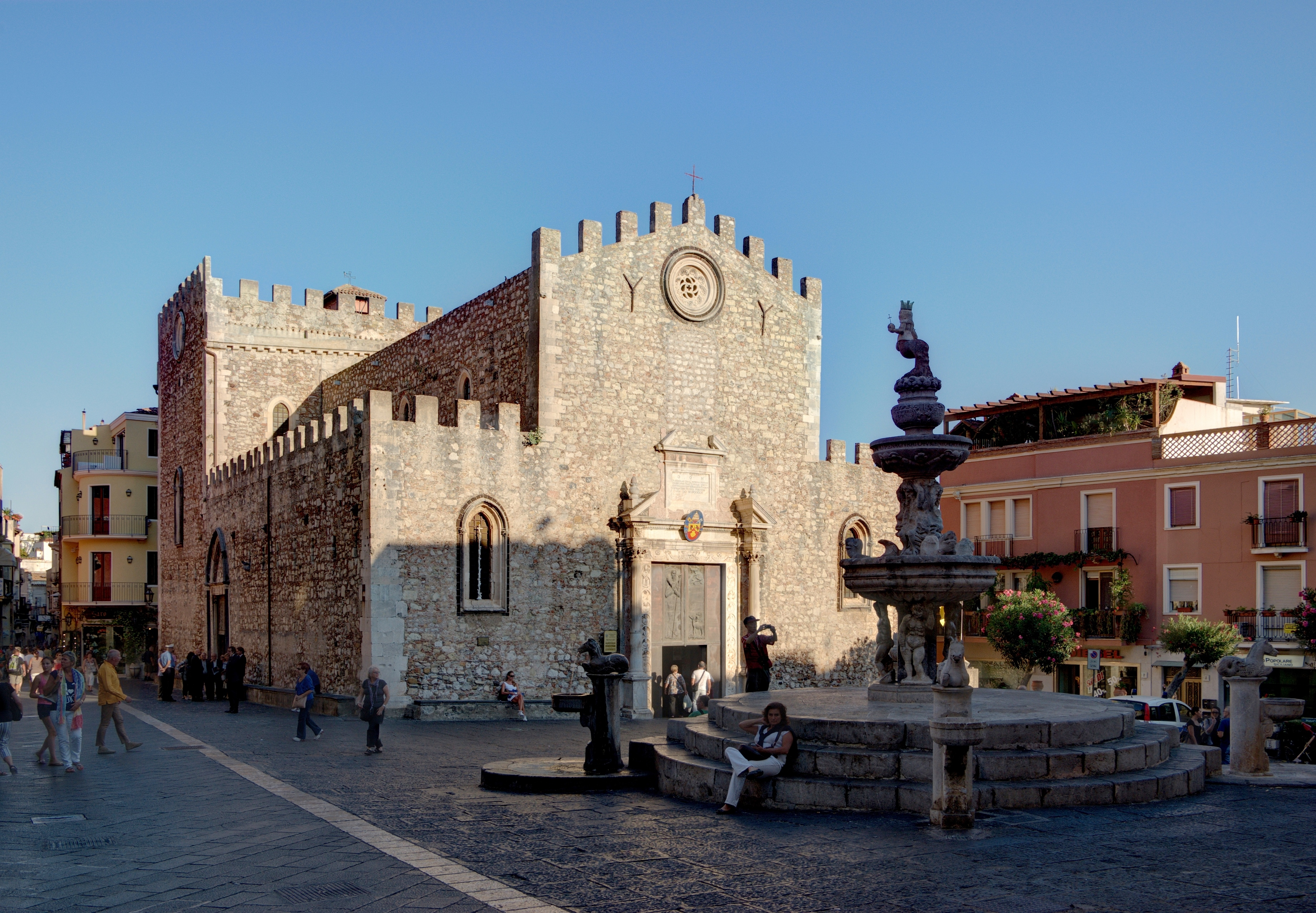
Basilica Cattedrale.

- Basilica Cattedrale, Duomo, parrocchia San Nicolò di Bari (XII secolo)[25]
- Chiesa anglicana di San Giorgio martire (1922)
- Cappella della Madonna delle Grazie (1850)

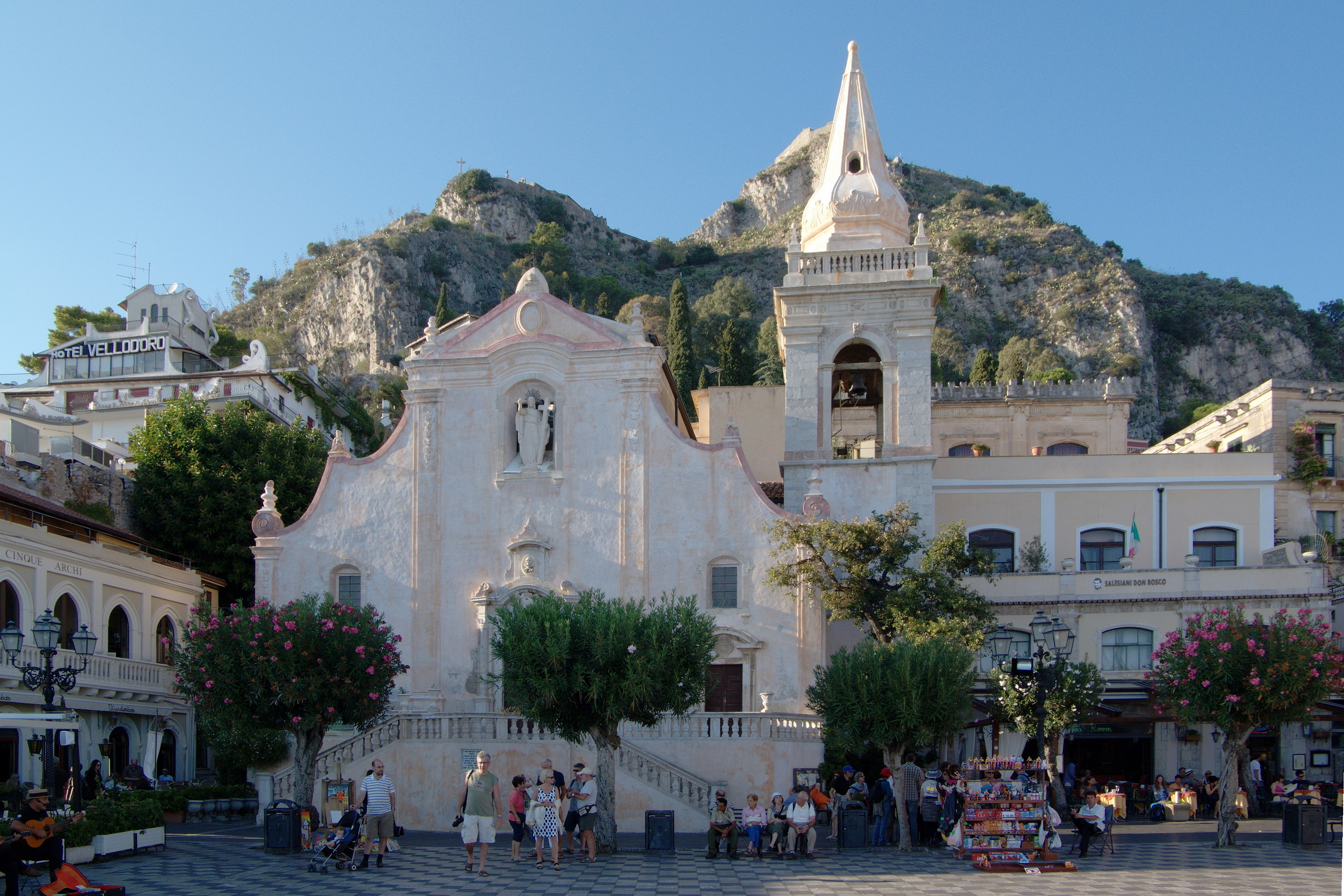
Chiesa di San Giuseppe

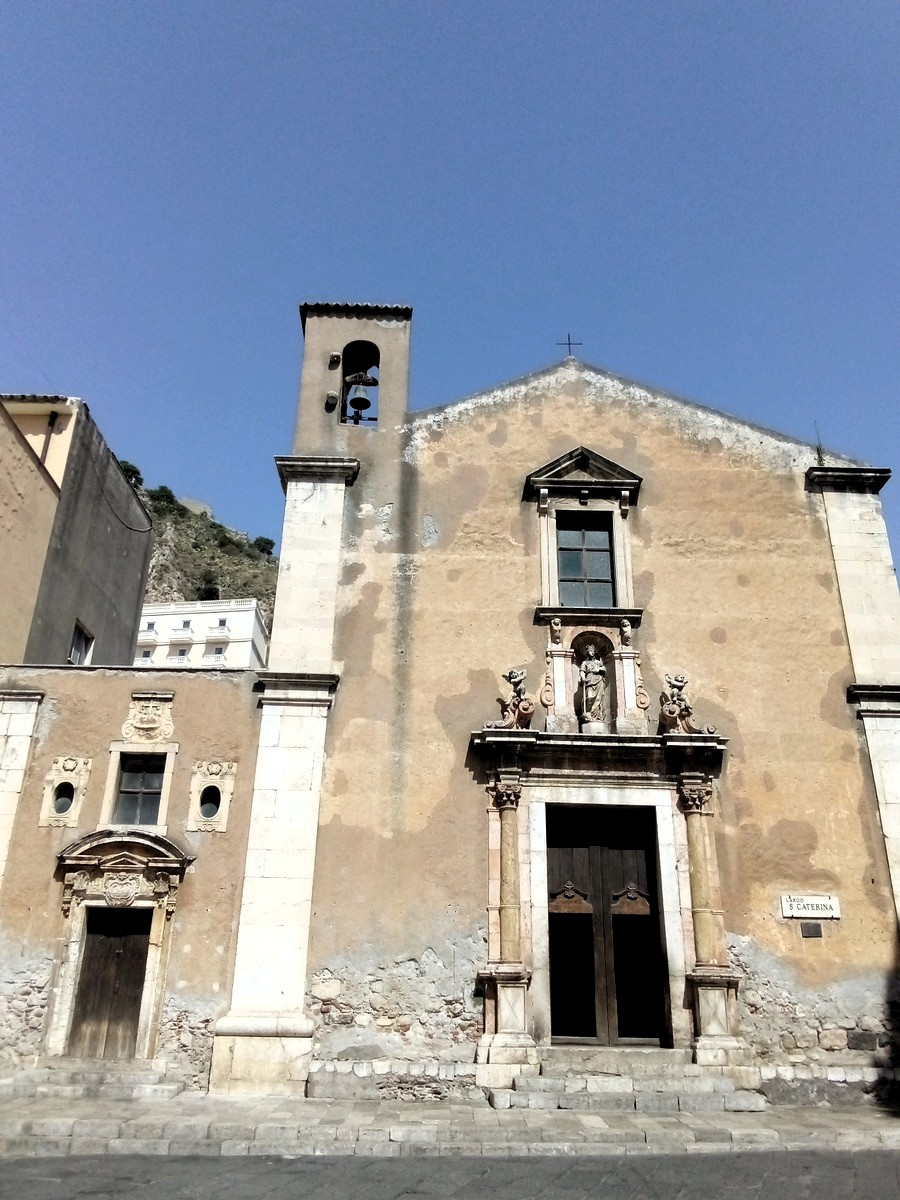
Chiesa di Santa Caterina d'Alessandria

- Chiesa di Santa Maria di Gesù e convento dell'Ordine dei frati minori osservanti di san Francesco, 1221[26]
- Chiesa di Sant'Agata e convento dell'Ordine dei predicatori di san Domenico, 1374.[27] odierne strutture ricettive note semplicemente con l'appellativo di San Domenico
- Chiesa di Sant'Agostino e convento dell'Ordine degli eremitani, 1486,[28] odierne strutture sedi della biblioteca civica e archivi storici
- Chiesa di Sant'Antonio di Padova e convento dell'Ordine dei frati minori cappuccini (originariamente chiesa di Santa Caterina d'Alessandria «extra moenia»), 1559[29]
- Chiesa di Santa Maria del Soccorso e convento dell'Ordine dei frati minori conventuali di san Francesco d'Assisi, 1572 (adiacenti alla chiesa di San Pancrazio)[30]

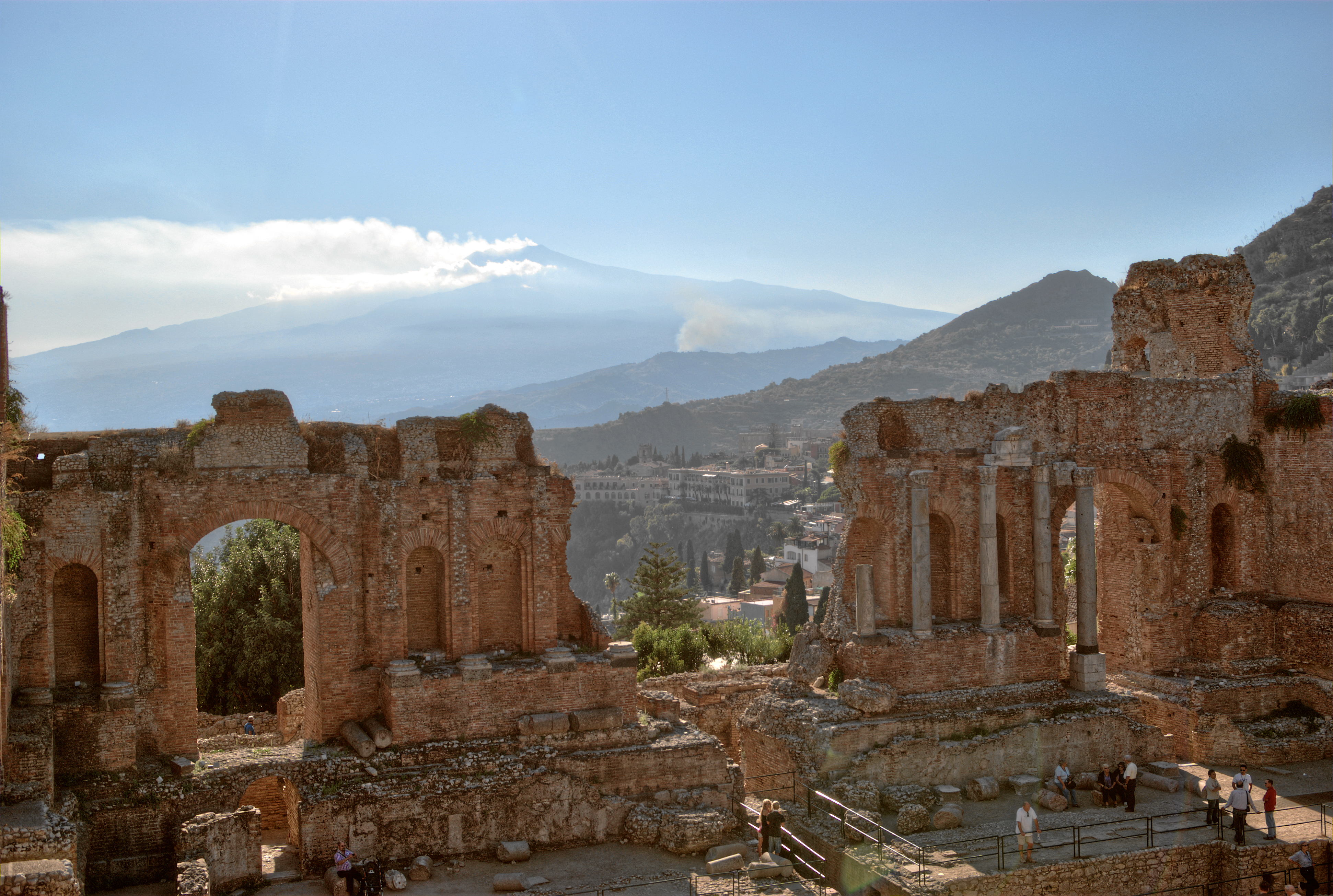
Teatro greco-romano.

- Chiesa dell'Assunzione della Beata Maria Vergine e convento dell'Ordine dei Minimi di san Francesco di Paola, 1617[31]
- Chiesa di Santa Maria della Concezione sotto il titolo di Nostra Signora dei Greci e convento dell'Ordine della Beata Vergine del Monte Carmelo, 1622[32]
- Chiesa di Santa Maria di Valverde e monastero delle Suore penitenziali canonichesse dei Canonici regolari di sant'Agostino della «Congregazione di Valverde», 1275.[33] Chiesa demolita nel 1960, monastero adibito a caserma dei carabinieri.
- Attività e strutture della Compagnia di Gesù documentate dal 1650 al 1658[34]

Chiese intra moenia:
- Chiesa di Sant'Antonio Abate, 1330
- Chiesa di San Michele Arcangelo, 1600
- Chiesa della Visitazione o del Varò, XVIII - XIX secoli
- Chiesa di San Giuseppe, fine XVII secolo
- Chiesa di Santa Maria del Piliere, 1530
- Chiesa di Santa Caterina d'Alessandria, 1610[29]
- Chiesa di San Pancrazio, VI - IX secolo[36]
- Chiesa di Santa Domenica, XVII secolo
- Chiesa di San Giovanni dei Cavalieri di Malta, 1533

Chiese extra moenia:
- Chiesa di San Pietro e Paolo, XVIII secolo, ricostruzione di tempio bizantino.
- Chiesa di Santa Maria della Rocca, 1640 circa.
- Chiesa di Santa Venera (Trappitello).
- Chiesa Parrocchiale Sacro Cuore di Gesù (Trappitello).
- Chiesa Parrocchiale Santa Maria Goretti (Mazzeo).
- Chiesa di Santa Maria del Rosario di Pompei, Convento Cappuccini (Villagonia).
- Chiesa di Sant'Andrea (Mazzarò).

### Siti archeologici
- Teatro antico di Taormina[37]
- Domus San Pancrazio, I secolo a.C.
- Le Naumachie, I secolo a.C.[25]
- Odeon, I-II secolo d.C.
- Castello di Monte Tauro, XII secolo

### Altri monumenti e luoghi di interesse
- Palazzo Corvaja, XIII secolo

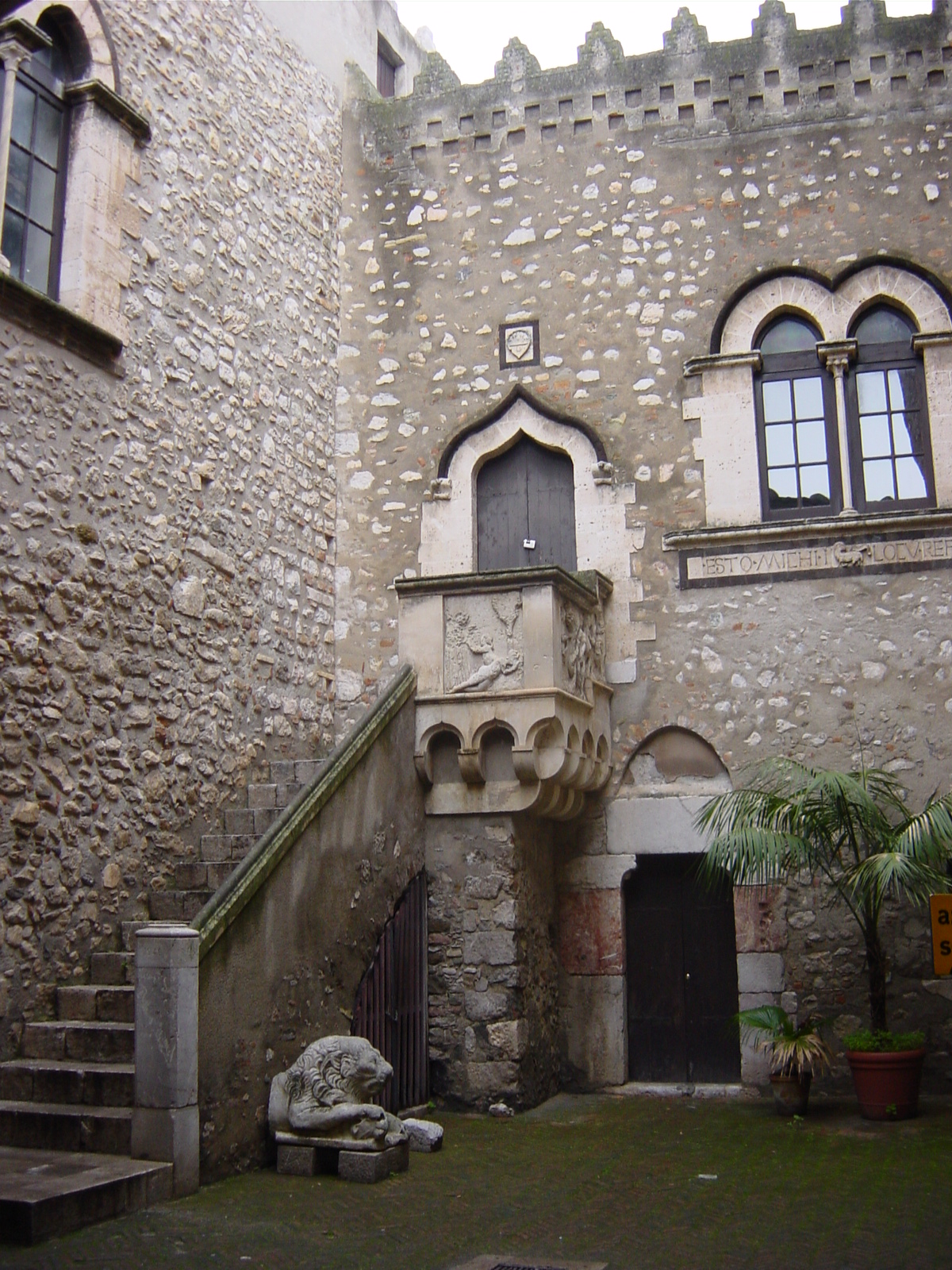
Palazzo Corvaja (del XII e XIII)

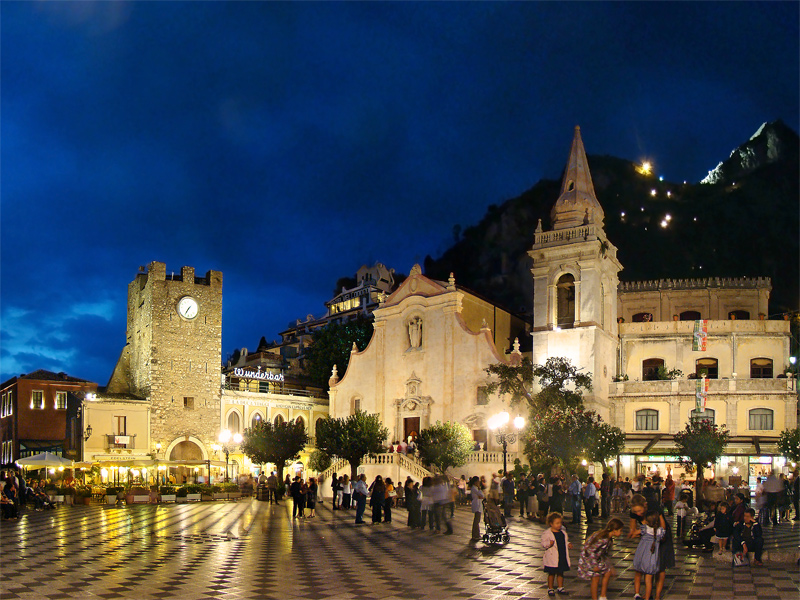
Piazza IX Aprile

- Palazzo Duchi di Santo Stefano, XIII secolo
- Casa Cipolla, raro e pregevole esempio di rinascimento siciliano del XVI secolo
- Casa Cuseni, uno dei più importanti esempi di Arts and Crafts fuori dal Regno Unito
- Isola Bella
- Stazione ferroviaria Taormina-Giardini
- Badia vecchia, XIV secolo
- Chiesa di Sant'Agostino sede della biblioteca comunale
- Palazzo Ciampoli, XV secolo
- Villa Trevelyan Cacciola (ora villa comunale duca Colonna di Cesarò), XIX secolo[38]

## Lista Candidature UNESCO
Nel 2006 l'Isola Bella assieme a Taormina sono state iscritte nella lista delle candidature a sito UNESCO per avere il riconoscimento di sito Patrimonio dell'Umanità. Successivamente nel 2013 solo il Monte Etna è stato dichiarato Patrimonio dell'Umanità dall'UNESCO, riconosciuto per la sua straordinaria importanza geologica e culturale.

## Società

### Evoluzione demografica
Abitanti censiti

### Etnie e minoranze straniere
Secondo le statistiche ISTAT al 1º gennaio 2024 la popolazione straniera residente nel comune era di 714 persone, pari al 6,8% della popolazione.
Le nazionalità maggiormente rappresentate in base alla loro percentuale sul totale della popolazione residente erano:
- Bangladesh 118
- Sri Lanka 90
- Romania 82
- Marocco 68
- Ucraina 39
- Russia 36
- Polonia 35
- Germania 34

## Cultura

### Cinema
Un elenco delle produzioni cinematografiche girate a Taormina:
- Il richiamo del sangue (L'appel du sang) di Louis Mercanton (Francia 1919 - 75');
- Senza Amore di Arnaldo Fratelli (Italia 1921 - 72');
- Beatrice di Herbert Brenon (USA, Italia 1922 - 72');
- Le confessioni di una donna di Amleto Palermi (Italia 1928 - 100');
- Il richiamo del sangue di Ladislao Vajda (Regno Unito, Italia 1948 - 102');
- Die Csardasfürtsin di Georg Jacoby (Germania 1951 - 93');
- L'immagine meravigliosa (The Light Touch) di Richard Brooks (USA 1951 - 110');
- Carne Inquieta di Silvestro Prestifilippo (Italia 1952 - 100');
- Der bunte traum di Géza von Cziffra (Germania 1952 - 102');
- L'arte di arrangiarsi di Luigi Zampa (Italia 1954 - 100');
- Non vogliamo morire di Oreste Palella (Italia 1954 - 90');
- Agguato sul mare di Pino Mercanti (Italia 1955 - 100');
- I girovaghi di Hugo Fregonese (Italia 1956 - 88');
- Wie ein sturmwind di Falk Harnack (Germania 1957 - 102');
- Gitarren klingen leise durch die Nacht di Hans Deppe (Austria 1959 - 84');
- Tipi da spiaggia di Mario Mattoli (Italia 1959 - 101');
- Intrigo a Taormina di Giorgio Bianchi (Italia 1960 - 109');
- L'Avventura di Michelangelo Antonioni (Italia, Francia 1960 - 140');
- Divorzio all'Italiana di Pietro Germi (Italia 1961 - 101');
- Non conosci il bel suol (Man nennt es Amore) di Rolf Thiele (Germania 1961 - 90');
- Jessica di Jean Negulescu (Italia 1962 - 102');
- Gli amanti latini di Mario Costa (Italia 1965 - 95')
- MMM 83 - Missione morte molo 83 (Missione mortale Molo 83) di Sergio Bergonzelli (Italia 1965 - 97');
- Made in Italy di Nanny Loy (Italia, Francia 1965 - 125');
- Modesty Blaise. La bellissima che uccide (Modesty Blaise) di Joseph Losey (Regno Unito 1966 - 120');
- Don Giovanni in Sicilia di Alberto Lattuada (Italia 1967 - 104');
- La prima notte del dottor Danieli, industriale, col complesso del... giocattolo di Gianni Grimaldi (Italia 1970 - 93');
- I due maghi del pallone di Mariano Laurenti (Italia 1970 - 95');
- L'altro piatto della bilancia di Mario Colucci (Italia 1972 - 107');
- Virilità di Paolo Cavara (Italia 1974 - 92');
- La sbandata di Alfredo Malfatti (Italia 1974 - 90');
- Piange... il telefono di Lucio De Caro (Italia 1975 - 90');
- Popcorn e patatine di Mariano Laurenti (Italia 1985 - 93');
- Le Grand Bleu di Luc Besson (Francia, Italia, USA 1988 - 121');
- Il piccolo diavolo di Roberto Benigni (Italia 1988 - 111');
- Visioni private di Ninni Bruschetta, Francesco Calogero, Donald Ranvaud (Italia 1988 - 92');
- Il padrino - Parte III (The Godfather: Part III) di Francis Ford Coppola (USA 1990 - 170');
- Volevo i pantaloni di Maurizio Ponzi (Italia 1990 - 97');
- Johnny Stecchino di Roberto Benigni (Italia 1991 - 123');
- Léolo di Jean-Claude Lauzon (Canada, Francia 1992 - 89');
- La dea dell'amore (Mighty Aphrodite) di Woody Allen (USA 1995 - 95');
- Un amore di Gide di Diego Ronsisvalle (Italia 2008 - 92');
- Grande, grosso e... Verdone di Carlo Verdone (Italia 2008 - 131');
- Rocky di Sujit Mondal (India 2013 - 125');
- Tini - La nuova vita di Violetta (2015-16).

### Eventi

Il Teatro greco di Taormina è il principale palcoscenico dei grandi eventi della città

Numerose sono le manifestazioni e gli eventi che ogni anno, soprattutto nella stagione estiva, hanno sede a Taormina.
Dal 1983 gli eventi più significativi sono realizzati nell'ambito di Taormina Arte, l'istituzione culturale che cura l'organizzazione della rassegna di musica, teatro e danza. Nella programmazione rientra anche il Taormina Film Fest, il Festival del cinema di Taormina, erede della Rassegna cinematografica di Messina e Taormina, nata nel 1960, che per un ventennio ospitò il David di Donatello. Nell'ambito del Festival del cinema, al Teatro antico, vengono consegnati i Nastri d'argento, premi conferiti dai giornalisti cinematografici. Dal 2005 Taormina Arte organizza ad ottobre il Giuseppe Sinopoli festival, rassegna dedicata al grande direttore d'orchestra, scomparso nel 2001, per anni direttore artistico di Taormina Arte. Nell'ambito di Taormina Arte, al Teatro Greco, ogni anno a metà giugno si svolge la consegna del Premio internazionale di giornalismo Taormina Media Award W. Goethe, ideato e diretto da Dino Papale; fra i giurati annovera alcuni accademici del Premio Nobel.
Dal 2010 si svolge Taobuk (Taormina International Book Festival), che, raccogliendo la tradizione di Taormina quale capitale cosmopolita della letteratura, è fucina di incontri e dibattiti, con ospiti italiani e internazionali non solo della letteratura, ma anche del cinema, filosofia, arte, musica, ristorazione. Dallo stesso anno si tiene anche Taomoda Week, settimana internazionale della moda.

## Infrastrutture e trasporti
Taormina si raggiunge dall'Autostrada A18 Messina-Catania ed è interessata dalla strada statale 114 Orientale Sicula Messina-Siracusa.
Il comune è servito dalla stazione di Taormina-Giardini, posta sulla linea ferroviaria Messina-Catania, nonché da autoservizi di linea interurbani e urbani estivi.
La funivia Mazzarò-Taormina collega la zona costiera della frazione Mazzarò con il centro della città.

## Amministrazione

Il gonfalone comunale

Di seguito è presentata una tabella relativa alle amministrazioni che si sono succedute in questo comune.
| Periodo          | Periodo          | Primo cittadino            | Partito              | Carica              | Note   |
| ---------------- | ---------------- | -------------------------- | -------------------- | ------------------- | ------ |
| 3 settembre 1988 | 27 maggio 1989   | Nicolò Garipoli            | Democrazia Cristiana | Sindaco             | [ 46 ] |
| 4 luglio 1989    | 31 ottobre 1990  | Nicolò Garipoli            | Democrazia Cristiana | Sindaco             | [ 46 ] |
| 23 novembre 1990 | 1º ottobre 1993  | Achille Conti              | Democrazia Cristiana | Sindaco             | [ 46 ] |
| 1º ottobre 1993  | 11 ottobre 1993  | Nicolò Scialabba           |                      | Comm. pref.         | [ 46 ] |
| 22 novembre 1993 | 1º dicembre 1997 | Mario Bolognari            | -                    | Sindaco             | [ 46 ] |
| 1º dicembre 1997 | 28 maggio 2002   | Mario Bolognari            | centro-sinistra      | Sindaco             | [ 46 ] |
| 28 maggio 2002   | 26 gennaio 2006  | Aurelio Turiano            | centro-destra        | Sindaco             | [ 46 ] |
| 26 gennaio 2006  | 13 giugno 2006   | Nicolò La Barbera          |                      | Comm. pref.         | [ 46 ] |
| 13 giugno 2006   | 29 novembre 2007 | Carmelo Antonio D'Agostino | centro-destra        | Sindaco             | [ 46 ] |
| 28 dicembre 2007 | 17 giugno 2008   | Antonino La Mattina        |                      | Comm. straordinario | [ 46 ] |
| 17 giugno 2008   | 8 luglio 2013    | Mauro Passalacqua          | lista civica         | Sindaco             | [ 46 ] |
| 8 luglio 2013    | 11 giugno 2018   | Eligio Giardina            |                      | Sindaco             | [ 46 ] |
| 11 giugno 2018   | 31 maggio 2023   | Mario Bolognari            | lista civica         | Sindaco             | [ 46 ] |
| 31 maggio 2023   | in carica        | Cateno De Luca             | Sud chiama Nord      | Sindaco             | [ 46 ] |

### Altre informazioni amministrative
Il comune di Taormina fa parte della regione agraria n.10 (Colline litoranee di Taormina).

## Sport
Hanno sede nel comune le società di calcio: A.S.D. Città di Taormina militante nel campionato di Eccellenza, Taormina Soccer School che si occupa di settore giovanile e scuola calcio.
La società Taormina Sporting Club, fondata nel 1925, ha riscosso successi nel nuoto e nel tennis, conquistando titoli nazionali e regionali, sia individuali che societari.

### Ciclismo
Giro d'Italia
Taormina è stata sede della cosiddetta "Grande Partenza" del Giro d'Italia nell'edizione del 1989, con il via ufficiale della corsa dato il 21 maggio alla volta di Catania, dove si concluse la prima tappa con la vittoria dell'olandese Jean-Paul Van Poppel. In totale, la città è stata sede di tappa della "Corsa Rosa" in cinque occasioni (due partenze e tre arrivi).

## Galleria d'immagini

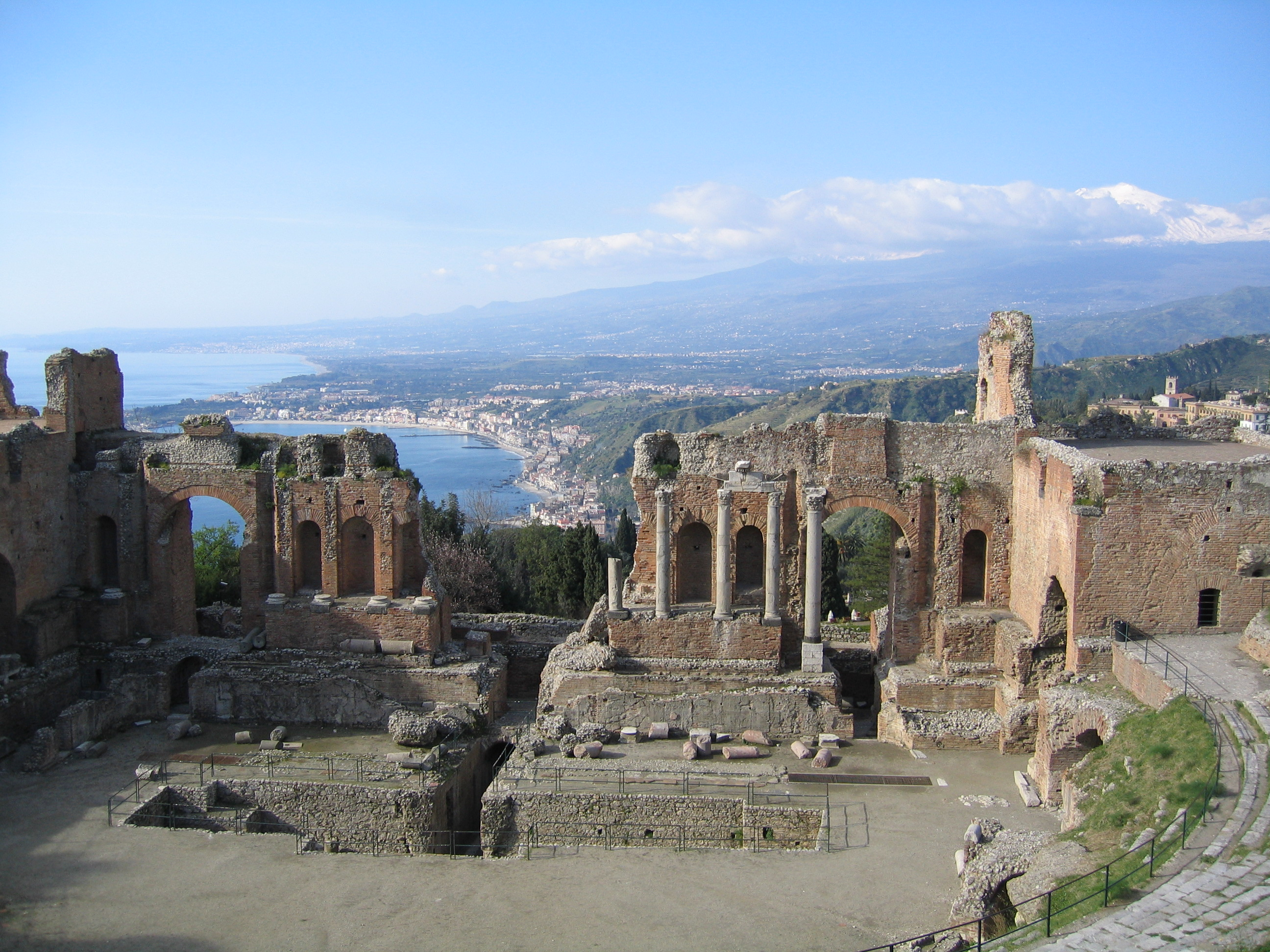
Il teatro greco-romano di Taormina
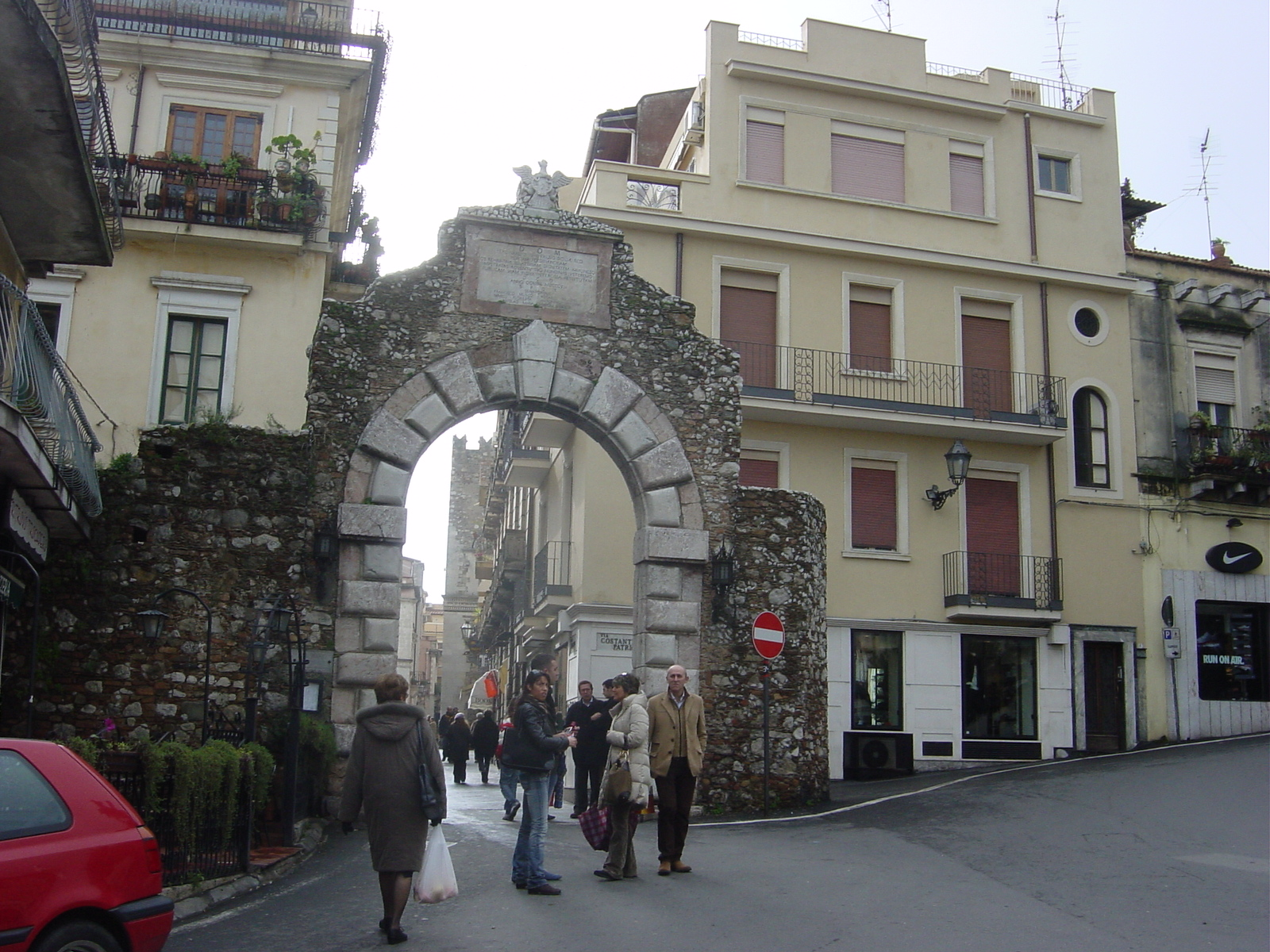
Porta Messina
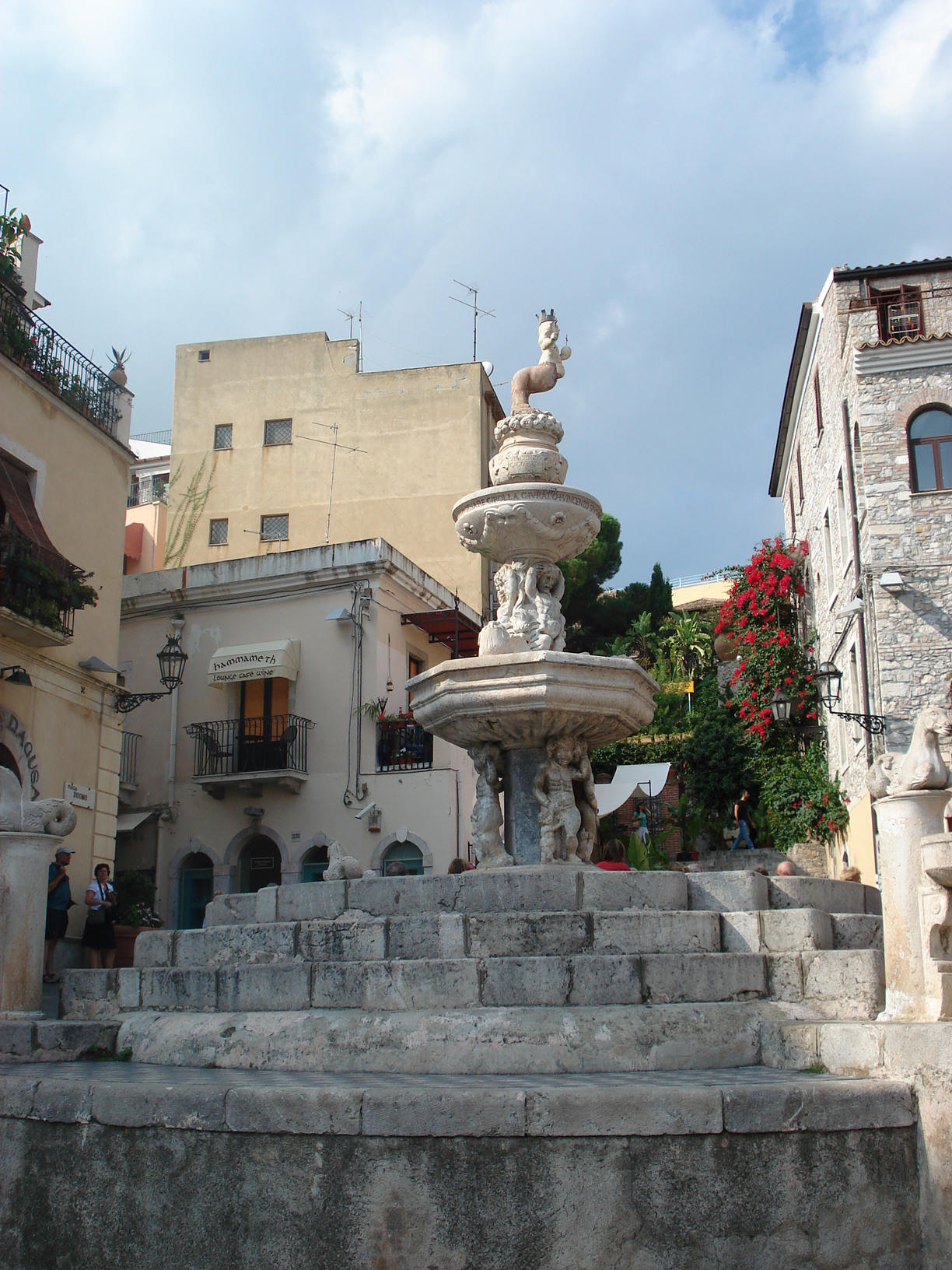
Fontana barocca del 1635
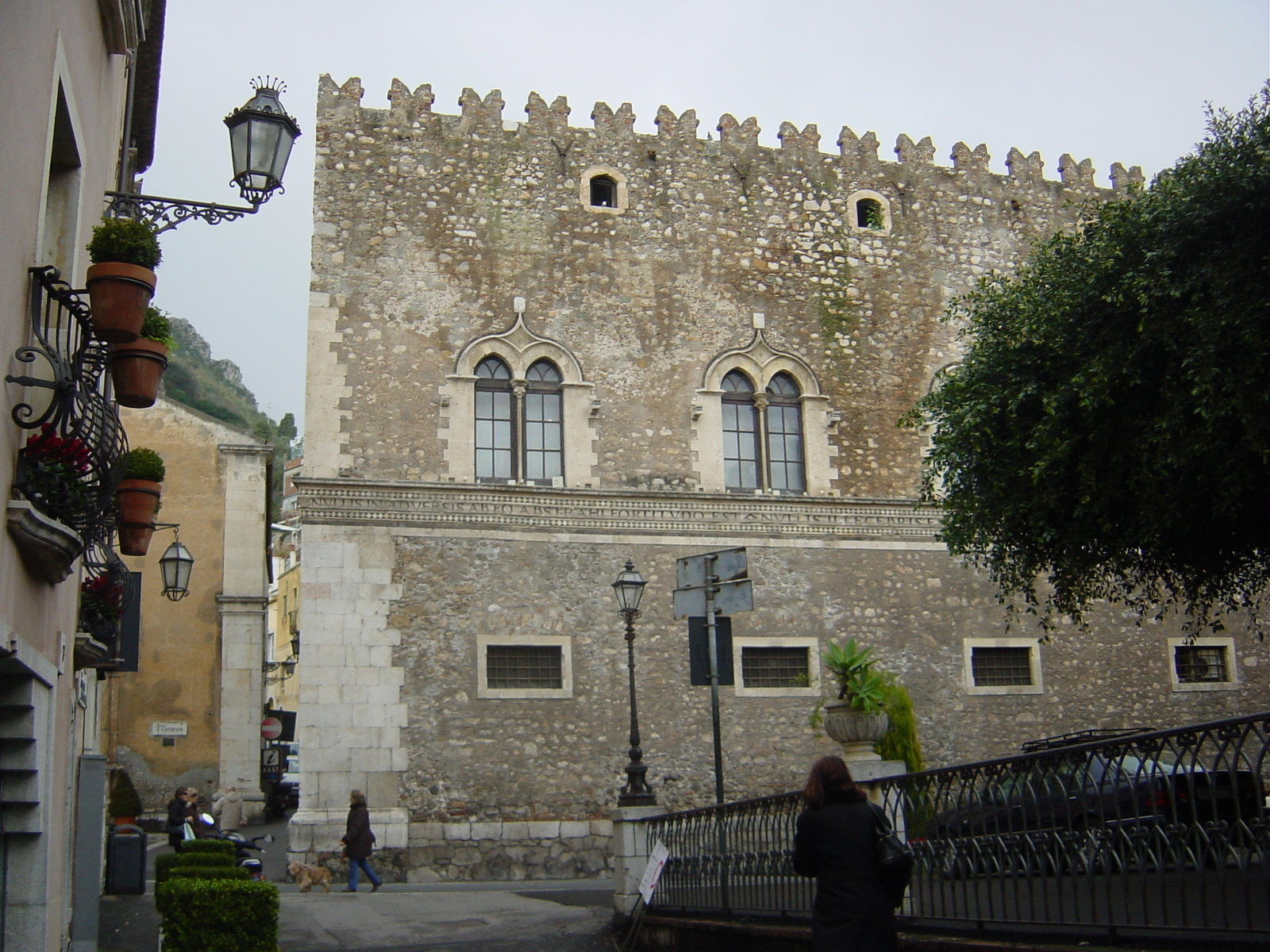
Palazzo Corvaja
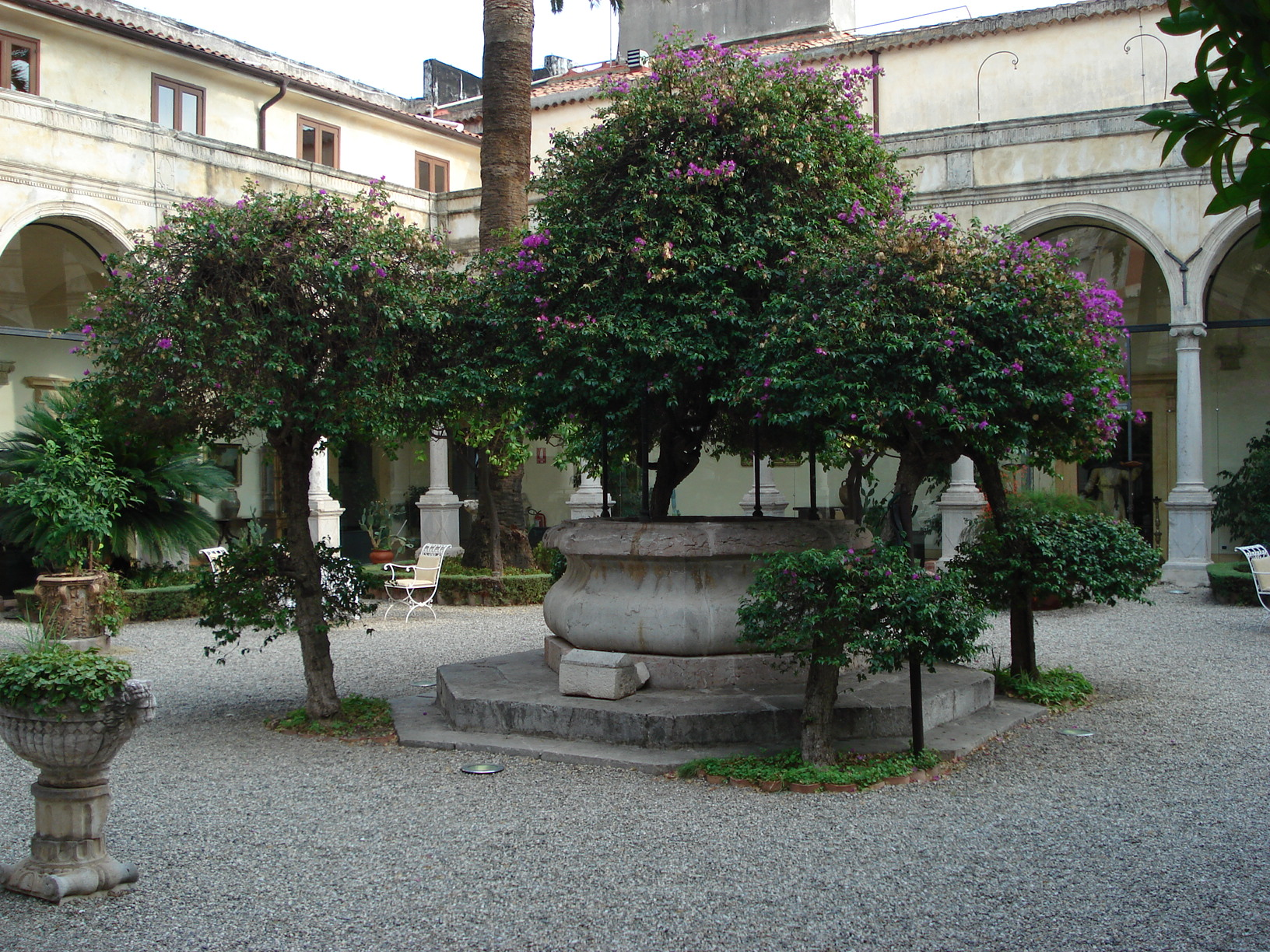
Chiostro di San Domenico
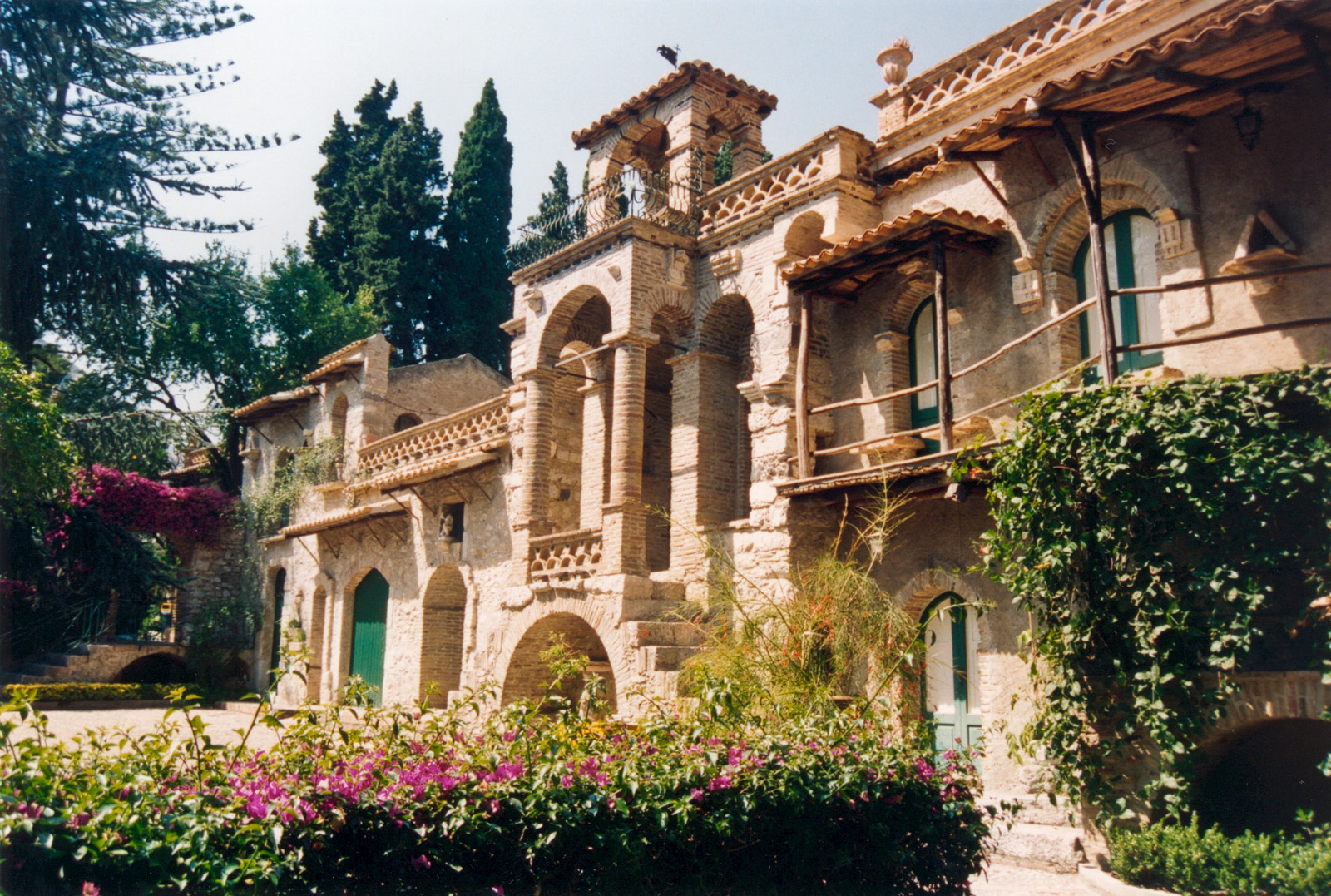
Scorcio della Villa comunale
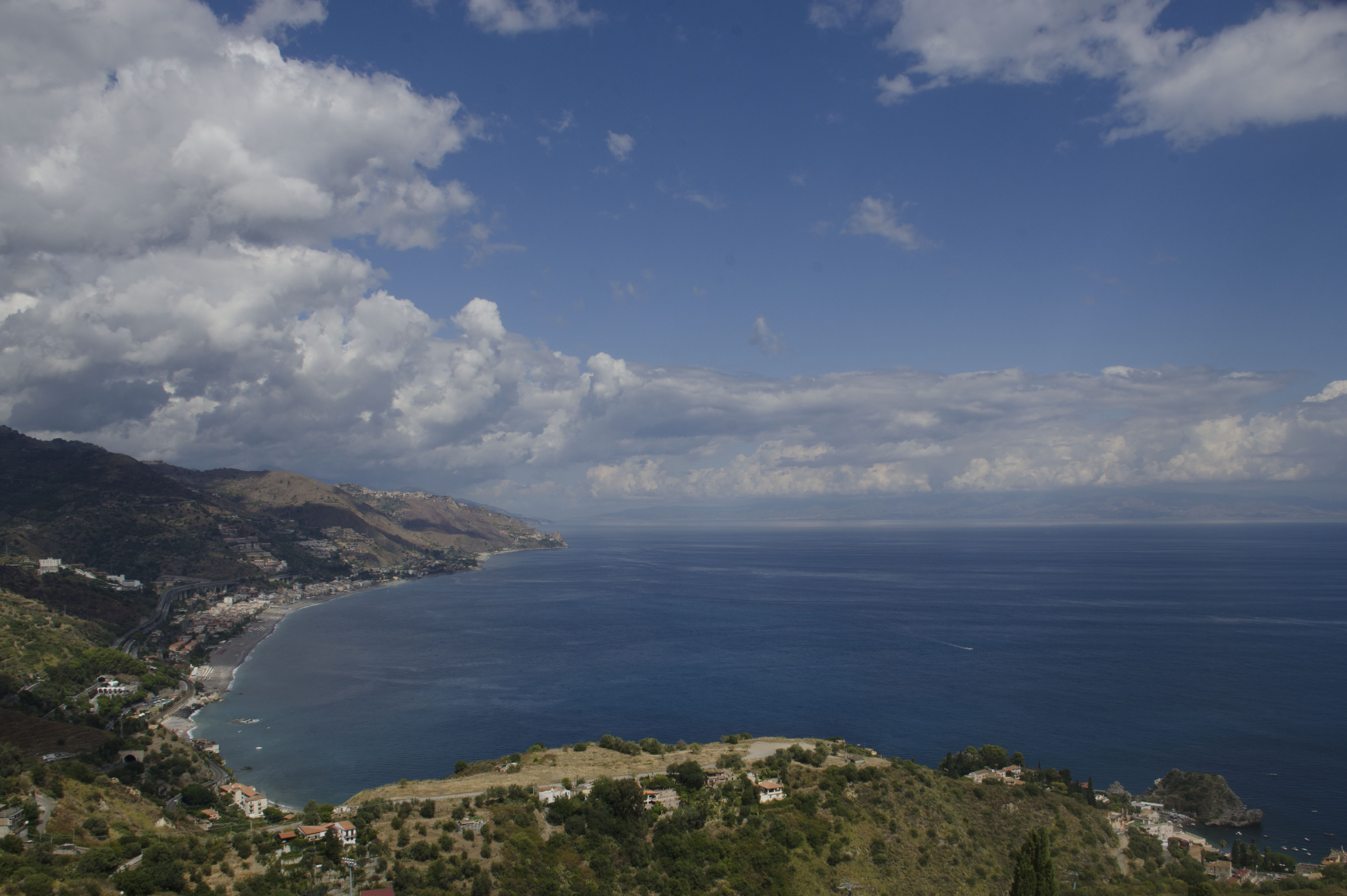
La costa di Taormina